# Großer Müllroser See
Der Große Müllroser See ist ein See zwischen Müllrose im Norden und Mixdorf im Süden im Landkreis Oder-Spree in Brandenburg. Er liegt im Naturpark Schlaubetal und ist der größte See einer Reihe von Seen in diesem Gebiet. 
Im Süden, nahe dem Wohnplatz Seeschlößchen, mündet die Schlaube in den See. Sie durchfließt den Großen Müllroser See und stellt im Nordwesten die Verbindung zum Kleinen Müllroser See her, der mit dem Oder-Spree-Kanal verbunden ist. Auf der östlichen Seeseite gibt es eine Verbindung zum Mouschenzsee, dieser liegt südlich des Katharinensees. Im südlichen Teil des Sees liegt eine kleine Insel namens Fischerwerdel, im Volksmund auch Liebesinsel genannt. 

## Fischerei
Der See ist bei Fischern und Anglern sehr beliebt, es gibt Bestände an Aal, Barsch, Brassen, Güstern, Hecht, Karpfen, Rotaugen, Schleien, einzelne Welse und Zander. Durch die Soldaten der ehemaligen Kaserne der Gruppe der Sowjetischen Streitkräfte in Deutschland kam es zu einem Besatz mit Graskarpfen, welche sich noch immer finden. Von jahreszeitlich bedingten Trübungen abgesehen, hat der See Sichttiefen bis zu 2 m. Seine Tiefe liegt durchschnittlich bei 8 m, an einzelnen Stellen wurden mit dem Echolot auch 10 m und 12 m gemessen. 
Das Angeln ist mit Angelkarten gestattet, ein Bootsverleih befindet sich im Ort.

## Sonstiges

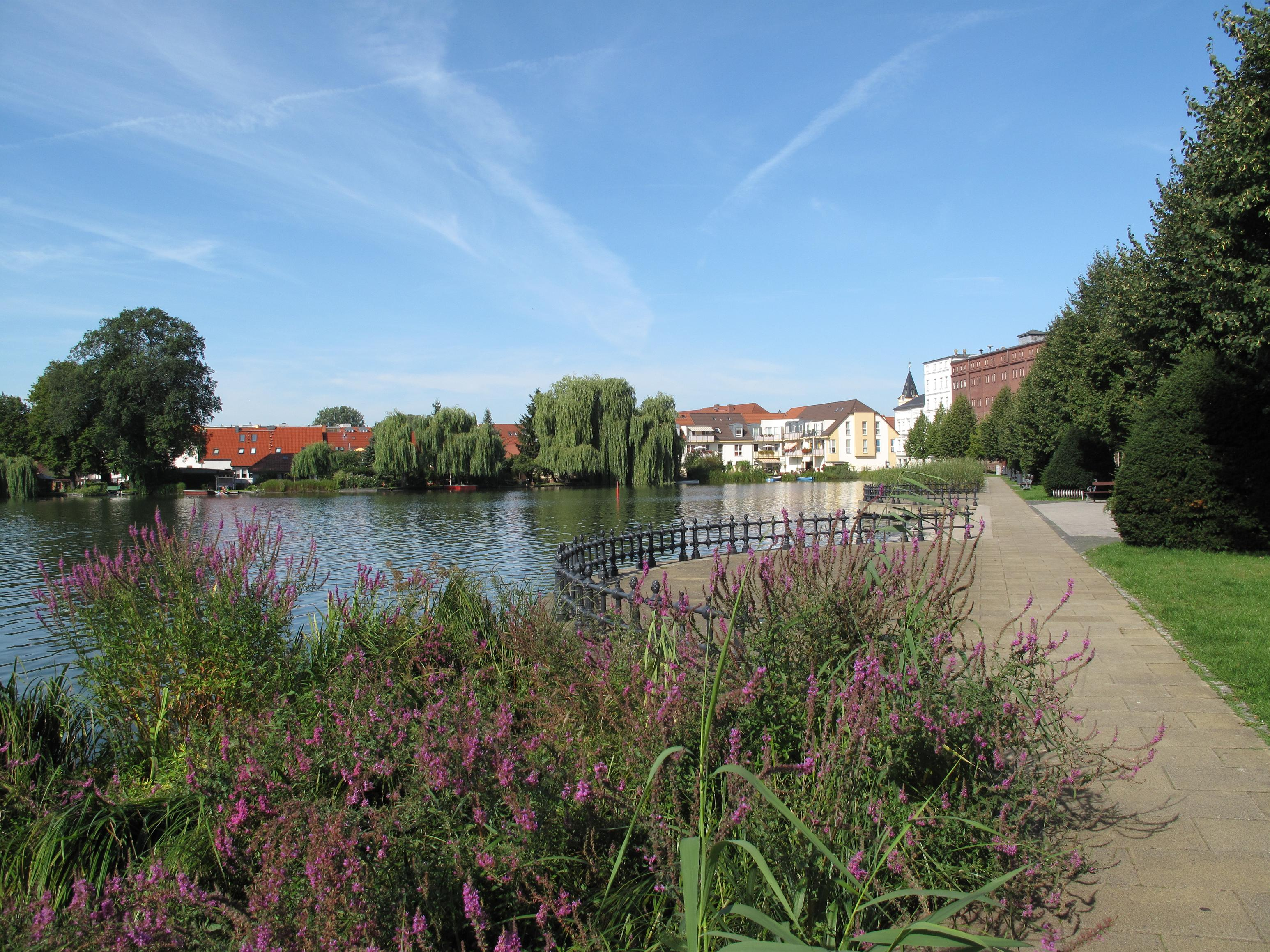
Seepromenade am Nordufer in Müllrose

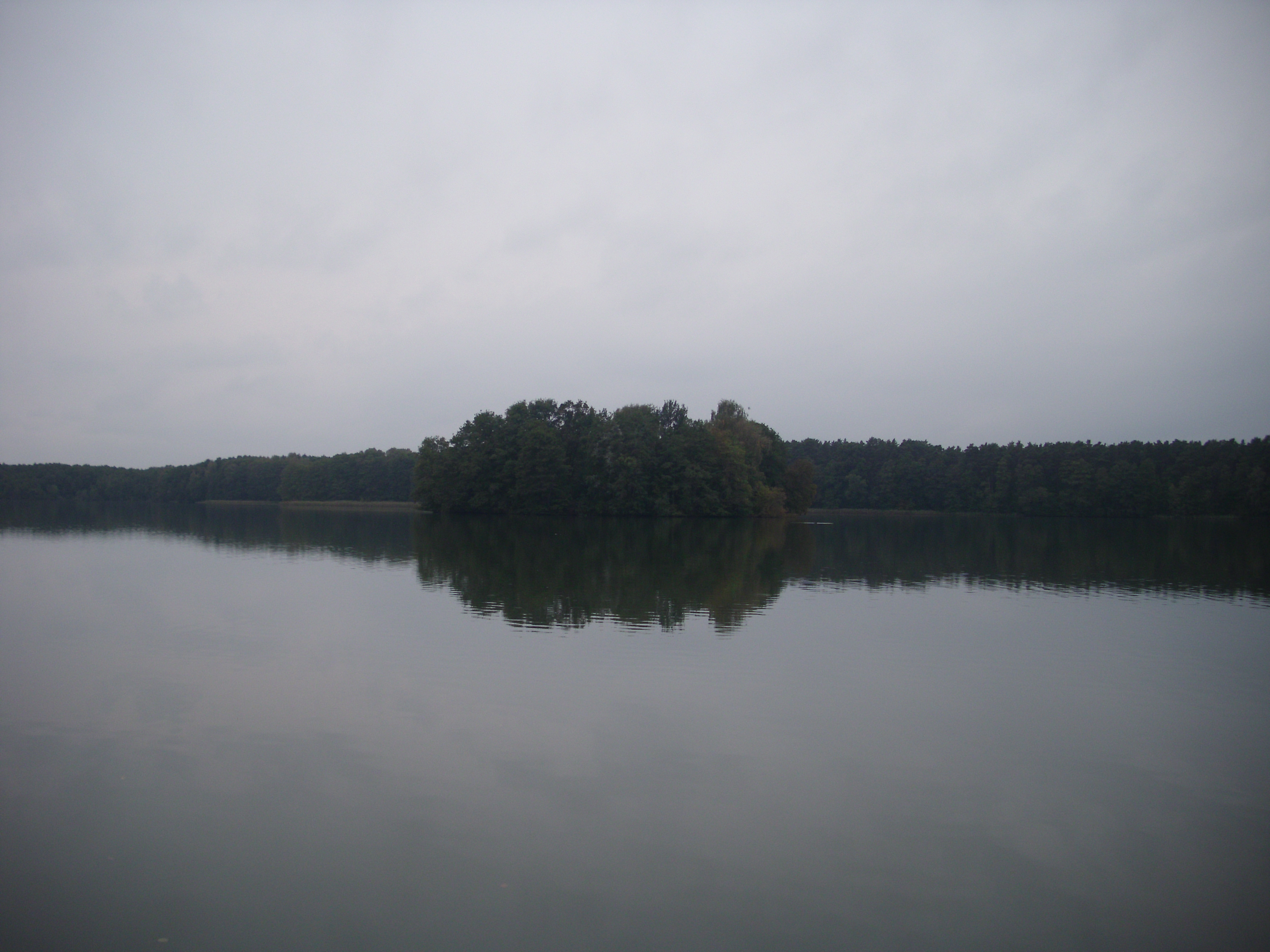
Fischerwerdel vom Ostufer aus gesehen

Obwohl an der Schlaubemündung teilweise im Naturschutzgebiet Unteres Schlaubetal liegend, darf der See als Naherholungsgebiet genutzt werden. Es befinden sich jeweils ein Strandbad am Ost- und am Westufer, beide von der DRK Wasserwacht überwacht, Nichtschwimmerbereiche sind abgeteilt. Parkmöglichkeiten finden sich ausreichend, ebenso Sanitäranlagen und gastronomische Einrichtungen. Die feinen Sandstrände fallen flach ab. 
Für Sport und Spiel befinden sich am Weststrand eine Wasserrutsche und ein Sprungturm. Am Ostufer finden sich dagegen weitläufige Liegewiesen mit einzelnen Bäumen, Restaurants und Pensionen. Etwas südlich davon befinden sich ein Campingplatz und dazugehörige Bademöglichkeiten.
Als Tradition findet das Anbaden am Neujahrstag im See statt.
Das Nordufer mit seiner ausgedehnten Promenade wird mit einer Seebühne im Sommer für Konzerte genutzt. Der Seezauber und das Höhenfeuerwerk über dem Großen Müllroser See sind beliebte kulturelle Ereignisse in der Region.
Schifffahrtsverkehr nach Müllrose mit Fahrgastschiffen und privaten Booten ist möglich, das Befahren des Sees mit Booten hat eine lange Tradition und so gibt es in Müllrose auch einen Segelclub.
Der Wanderweg rund um den See ist etwa 9 km lang, die Schutzbestimmungen des Naturparks sind zu beachten.